# Saviem Super Galion
Renault / Saviem Super Galion, также SG4 — французский грузовой автомобиль разработанный компанией Saviem (в рассматриваемый период — дочернее предприятие компании Renault, специализировавшееся на выпуске тяжёлой техники) и выпускавшийся с июня 1965 по 1982 год последовательно под марками Renault, Saviem и RVI.
Super Galion SG4 — единственный грузовик полной массой до 6 тонн с независимой передней подвеской, её подрессоривание обеспечивается винтовыми пружинами и телескопическими амортизаторами; задняя подвеска — рессорная.

## История
Причиной создания Super Galion и его «младшего брата» Super Goélette (SG2) стала необходимость обновления имевшейся линейки грузовиков, как разработанных собственно Рено, так и доставшихся ей после объединения в 1955 году моделей компаний «Latil» и «SOMUA».
Результатом работы конструкторов стали две отличавшиеся грузоподъёмностью весьма сходные меж собой, в силу определённой унификации, машины. Внешний вид и, отчасти, внутреннее устройство более крупного SG4 претерпевали почти те же изменения, что и у Super Goelette SG2.
Первоначально на SG4 устанавливался один из двух двигателей: 2141 см3 70 л.с. бензиновый (Renault Étendard 671, такой же как на Renault Frégate) или 3,02-литровый 75 л.с. дизель (Renault-Saviem 591-01 с системой впрыска Рикардо). Коробка передач 4-ступенчатая. В стандартной заводской комплектации грузовик поставлялся с бортовой платформой.
Фронтальная кабина «тип 710», сваренная из стальных штампованных деталей, крепилась на упругой опоре (4 сайлентблока) и имела панорамное лобовое стекло; в нижней части располагалась трапециевидная пластиковая решётка. На модели 1967 года, лобовое стекло расширено к низу, с решётки радиатора исчезает центральная панель, установлены новые двухцветные квадратные фары.
В 1968 году двигатель 591-01 был заменен сходным 599-01, основным отличием которого было использование системы MAN вместо системы Рикардо.
Однако, уже с 1969 года  на Super Galion SG4 устанавливаются ещё более новые двигатели: 2,6-литровый бензиновый Renault Étendard 817 (78 л.с.) и 3,317-литровый дизельный Renault-Saviem 712-01 (92 л.с.), получивший в дальнейшем наибольшее распространение  (лицензионный MAN с прямым впрыском топлива и сферической камерой сгорания в поршне. С того же года на новую кабину «тип 812» ставятся прямоугольные фары вместо круглых.

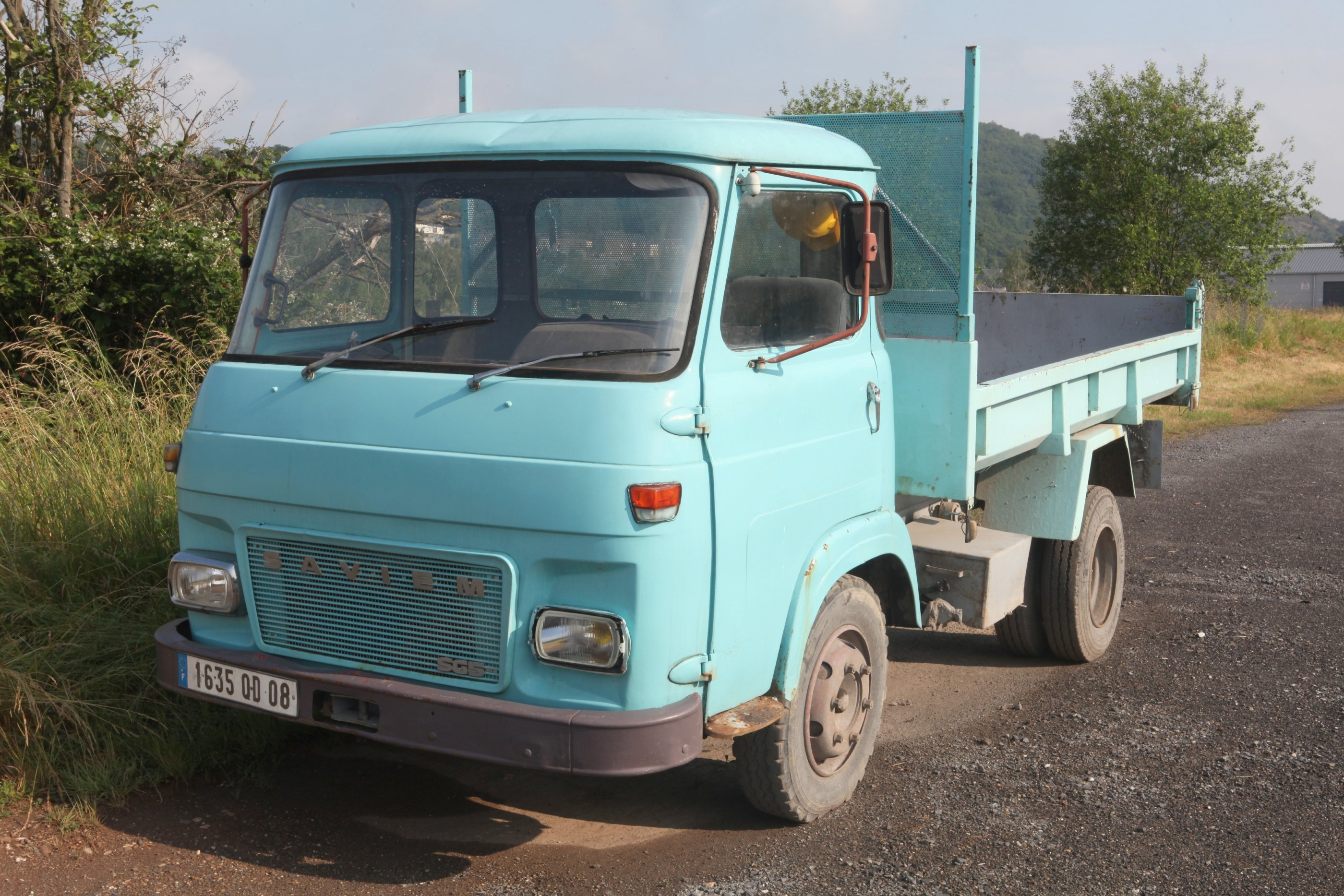
Saviem SG5 benne.

После 1970 года , модель Renault Super Galion SG4 переименовывается в Saviem SG4 её обновлённая версия называется SG5 . Изменения в основном коснулись подвески и коробки передач.
В 1979 году вновь несколько изменился внешний вид машины, увеличенная решётка радиатора изготавливается из чёрного пластика. С 21 апреля 1980 года, после слияния Berliet и Saviem, грузовики, SG4 и SG5 продаются под маркой Renault Véhicules Industriels, их производство продолжается до 1982 года.

## Лицензионный выпуск за границей

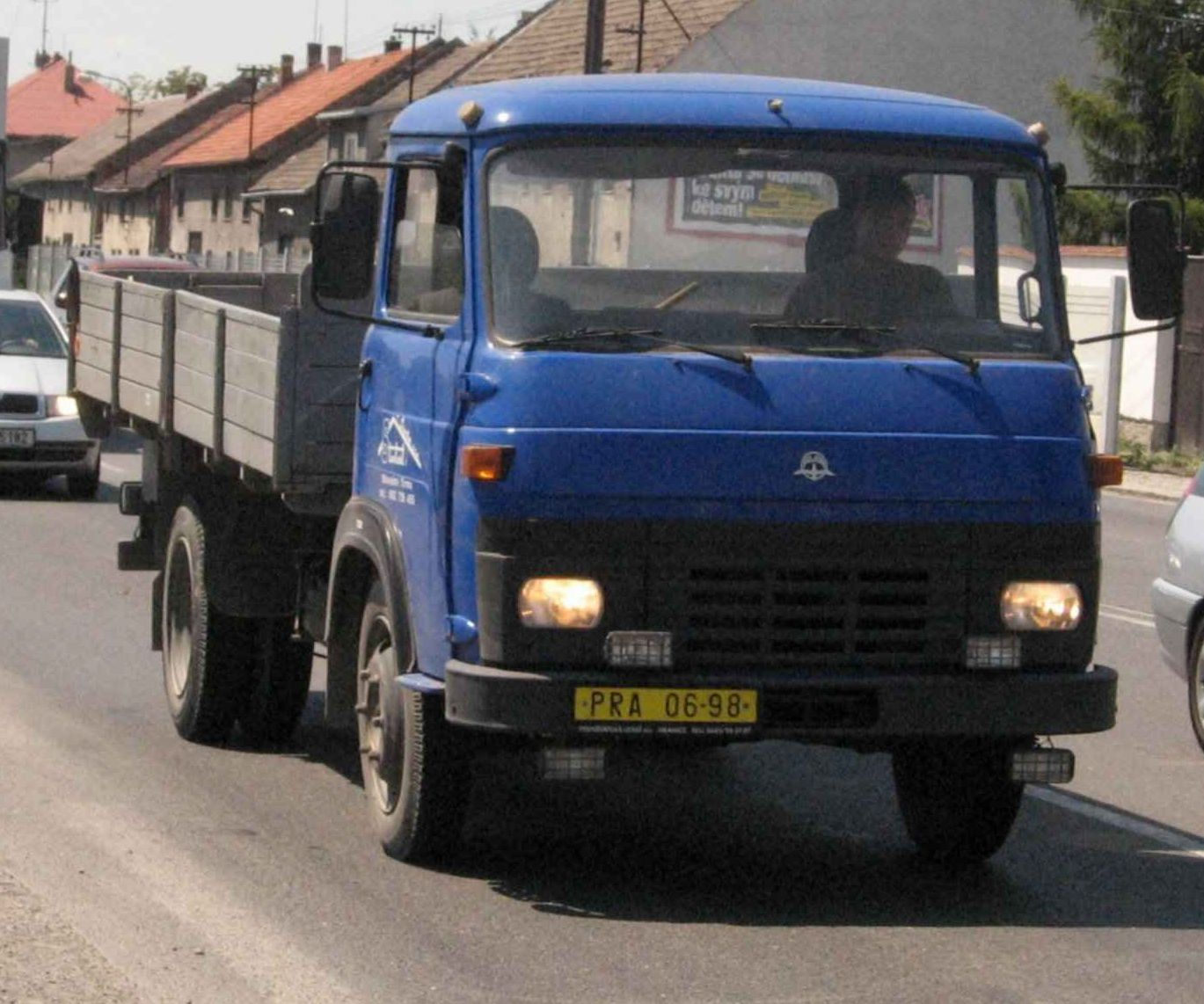
Avia A30.

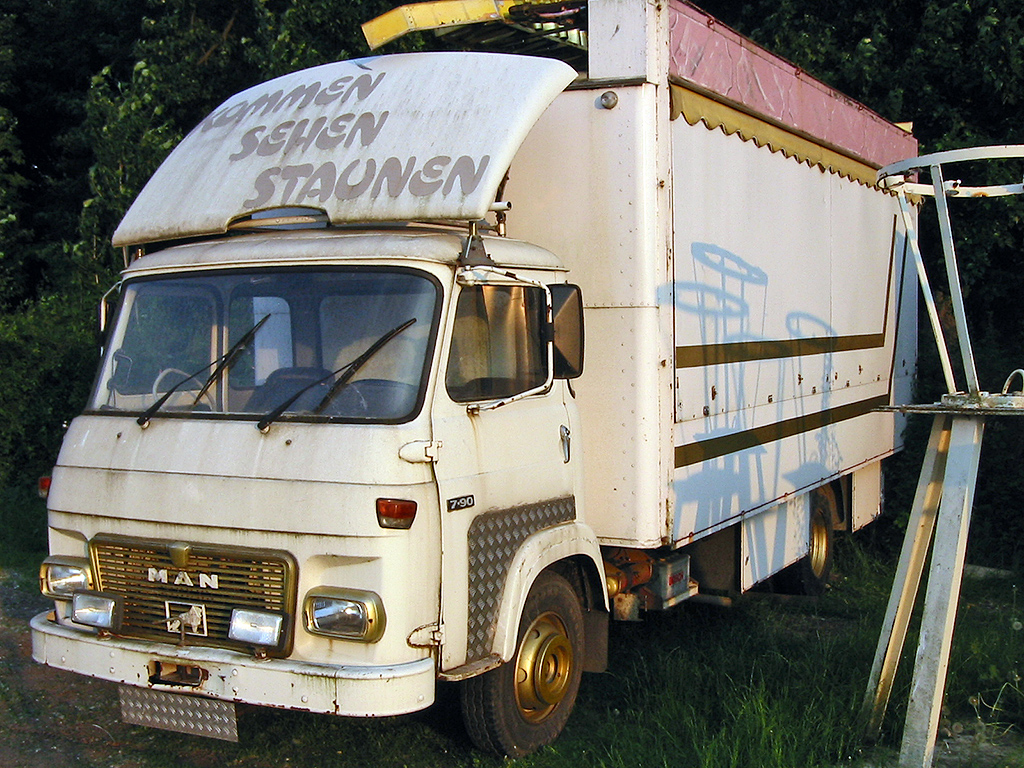
M.A.N. 7-90.

После подписания в 1967 лицензионного соглашения с чехословацкой компанией Avia SG4 выпускались на заводе в Прага-Летняны как Avia A30 (а SG2 как A15) до середины 1990-х годов. Основная часть выпущенных грузовиков до 1991 года поставлялась в СССР и другие социалистические страны.
Результатом аналогичного соглашения стал выпуск в Италии машин Alfa Romeo A38 и F20.
В Германии модифицированный SG5 по договоренности с Saviem продавался с 1969 года компанией MAN (MAN 7-90).